# Ізидор Коперницький
Коперницький Ізидор (Сидір, Ісидор) Станіславович (пол. Izydor Kopernicki; 17 квітня 1825, Чижівка — 24 вересня 1891, Краків) — учений антрополог і етнограф, лікар, педагог, політичний діяч.

## Життєпис
Народився в с. Чижівка Звенигородського повіту Київської губернії (нині село Звенигородського району Черкаської області). Від 1835 року навчався у Златопільському училищі, від 1838 року — у 2-й Київській гімназії, від 1839 — у Вінницькій гімназії. 1844 року став студентом медичного факультету Київського університету (там 1847 вступив до польської антиурядової конспірації). Здобувши 1849 року вищу освіту, за фахом служив у чині титулярного радника по військ. лазаретах Волині, а також Бершаді, Дніпровська (див. Цюрупінськ).
Під час Кримської війни 1853—1856 років перебував у російській діючій армії. Герой Севастопольської оборони 1854—1855, удостоєний орденів св. Анни 3-го ст. (1855), св. Станіслава 2-го ст. (1856), срібної та бронзової медалей на Георгіївській стрічці. 1856 року підвищений до колезького асесора (на становищі штабс-лікаря). 1857 року взяв відставку й став прозектором анатомії у Київському університеті.
1861 року на шпальтах часопису «Университетские известия» опублікував попередні результати своїх антропологічних розвідок «Предварительные сведения о краниологических исследованиях над строением славянских черепов». Заклав у Києві основу колекції черепів анатомічного музею. Був одним із організаторів і провідників «Товариства таємних польських шкіл», чл. «Провінційного комітету на Русі», у січні 1863 перетвореного на тимчасовий провід місцевих учасників польського повстання 1863—1864 років.
9 квітня (28 березня) 1863 виїхав до Царства Польського, створював у Каліському повіті повстанські медичні пункти і керував ними. Восени направлений виконувати обов'язки комісара революційного Національного уряду до Львова. Затриманий австрійською владою, спромігся втекти з-під арешту. 1864 у Белграді (Сербія) намагався заробляти на життя приватною практикою. Того ж року переїхав до Румунії і розгорнув у Бухарестському ун-ті анатомічний музей, був за це нагороджений орденом Bene Merenti. Мандрував Європою. Виступив на Міжнародному антропологічному конгресі у Парижі (Франція). На 1-му з'їзді польських лікарів і природознавців у Кракові одержав найвищу нагороду за презентовані препарати. Співпрацював з часописом «Correspondance du Nord-Est». Був фундатором польської читальні у Бухаресті.
1871 прибув до Галичини (де мешкав у різних містах), зупинився в Кракові. 1876 отримав ступінь доктора медицини Ягеллонського університету, наступного року заснував науковий збірник «Zbiόr Wiadomości do Antropologii Krajowej» (видав 14 томів). 1879 висунув ідею скласти етнографічну карту Галичини, 1880 оприлюднив відповідний проект. Редагував ж. «Przegląd Akademicki» (1881—89). Тривалий час викладав у Ягеллонському університеті безоплатно, 1886 призначений на штатну посаду професора.
Автор понад 100 наук. праць, у тому числі монографії «O gόralach Ruskich w Galicji» («Про руських горців у Галичині»), підготовленої за матеріалами, зібраними ним в експедиції 1888, і названої І.Франком «першим систематичним дослідженням українців Карпат», а також статті «Odrzwia ozdobne w chatach gόrali ruskich» («Оздоблені одвірки в хатах руських горців») — за підсумками подорожі 1889 (вміщено: «Wisła», 1890, t. 4).
Як близький друг О. Кольберга опікувався його рукописами, продовжував започатковані ним видання, зокрема багатотомне «Obrazy etnograficzny». Зі спадщини О.Кольберга видрукував «Chełmskie» та «Przemyskie» (зі своєю передмовою).
Помер у Кракові від туберкульозу, на який захворів, доглядаючи О.Кольберга.